# Panochovo kvarteto
Panochovo kvarteto je smyčcové kvarteto hrající v klasickém obsazení: 2 housle, viola a violoncello.

## Historie
Historie souboru se datuje od roku 1966, kdy bylo pod vedením pedagoga Josefa Micky založeno studenty Pražské konzervatoře trio hrající ve složení Jiří Panocha (housle), Jaroslav Hlůže (viola) a Jaroslav Kulhan (violoncello). V roce 1968 přibyl houslista Pavel Zejfart (2. housle) a soubor dostal nynější jméno Panochovo kvarteto po primáriovi, Jiřím Panochovi (1. housle). Po ukončení studia na konzervatoři přešli na Akademii múzických umění v Praze, kde pod vedením Antonína Kohouta studovali obor komorní hra.

## Současnost
Od roku 1971 hraje Panochovo kvarteto v neměnné sestavě: Jiří Panocha (1. housle), Pavel Zejfart (2. housle), Miroslav Sehnoutka (viola) a Jaroslav Kulhan (violoncello).
Panochovo kvarteto se svým vystupováním připojilo k řadě mezinárodně uznávaných kvartetních souborů, je hodnoceno jako důstojný pokračovatel české interpretační tradice. Kvarteto vystoupilo téměř ve všech evropských zemích, nejčastěji hostuje ve Velké Británii. Ve Spojených státech severoamerických byli více než 30krát, v Japonsku 20krát. Koncertovali také v Kanadě, Mexiku i na Kubě, v Austrálii, na Novém Zélandu, v Japonsku, Izraeli atd. Je pravidelně zváno na mezinárodní hudební festivaly (Edinburgh, Salcburk, Dubrovník, Tel Aviv, Kuhmo, Kusatsu, Mondsee) i na domácí Pražské jaro. Soubor mívá v posledních létech 70 až 80 koncertních vystoupení ročně, z toho asi jen 5 v České republice.

## Diskografie
Za více než 40 let nahrálo Panochovo kvarteto nepřeberné množství LP i CD. Jen pro Supraphon uskutečnili okolo 100 nahrávek, což představuje téměř 40 hodin záznamu. Mimo dalšího českého vydavatele Pantonu nahrávali svá vystoupení u více než desítky zahraničních hudebních vydavatelství.
Nahráli komplety kvartetů a kvintetů Antonína Dvořáka i Bohuslava Martinů a značné množství opusů Leoše Janáčka ve spolupráci s klavíristy Rudolfem Firkušným, Janem Panenkou, Martinem Kasíkem nebo s maďarsko-britským klavíristou Andrásem Schiffem. Hodně také nahrávají díla německých klasiků, např.Josepha Haydna, Wolfganga Amadea Mozarta i Ludwiga van Beethovena. Kompletní diskografie je na .